# Grafenwörth
Grafenwörth är en ort och kommun  i Österrike. Den ligger i distriktet Tulln och förbundslandet Niederösterreich, 50 km nordväst om huvudstaden Wien.
Kommunen består av sex orter (Ortschaften) (inom parentes invånarantal 1 januari 2024):
- Feuersbrunn (570)
- Grafenwörth (1 445)
- Jettsdorf (351)
- St. Johann (178)
- Seebarn am Wagram (371)
- Wagram am Wagram (385)